# Mark Hominick
Mark Jeffrey Hominick, född 22 juli 1982 i Thamesford, är en kanadensisk före detta MMA-utövare som bland annat tävlade i organisationen Ultimate Fighting Championship.